# Archidiocèse de Kingston
L′archidiocèse métropolitain de Kingston, dans la province canadienne de l'Ontario, a été érigé canoniquement le 28 décembre 1889 par le pape Léon XIII. Il avait auparavant été érigé en vicariat apostolique du Haut-Canada à partir du diocèse de Québec le 12 janvier 1819 et en diocèse le 27 janvier 1826. Le siège archiépiscopale est à la cathédrale Sainte-Marie-de-l'Immaculée-Conception de Kingston. 
Son archevêque est Michael Mulhall, depuis 2019. 

## Historique
Ce diocèse est l'un des plus anciens diocèses catholiques au Canada. Les premiers habitants catholiques à peupler le territoire diocésain étaient les soldats du régiment écossais de Glengarry en 1804. Le premier séminaire diocésain, dit collège d'Iona, est construit à Saint-Raphaël par l'évêque MacDonell. 
Le collège régiopolis de Kingston est ensuite construit en 1838. C'est à Kingston qu'a été fondé le journal The Catholic, premier journal catholique de langue anglaise au Canada. Le diocèse de Kingston doit céder du territoire en 1841 pour ériger le diocèse de Toronto, en 1847 pour ériger le diocèse de Bytown, en 1874 pour ériger le vicariat apostolique du nord canadien, en 1882 pour ériger le diocèse de Peterborough et en 1890 pour ériger le diocèse d'Alexandria en Ontario. 
En 2007, l'archidiocèse de Kingston comptait 79 prêtres diocésains, dix religieux, 183 religieuses et 18 diacres permanents au service d'une population de près de 117 000 catholiques répartis dans 71 paroisses et missions (à comparer avec les chiffres plus récents du tableau). 

## Évêques et archevêques
- Alexander MacDonell (1819 - 1840)
- Rémi Gaulin (1840 - 1857)
- Patrick Phelan (1857 - 1857)
- Edward John Horan (1858 - 1874)
- John O'Brien  (1875 - 1879)
- James Vincent Cleary (1880 - 1898)
- Charles-Hugues Gauthier (en) (1898 - 1910)

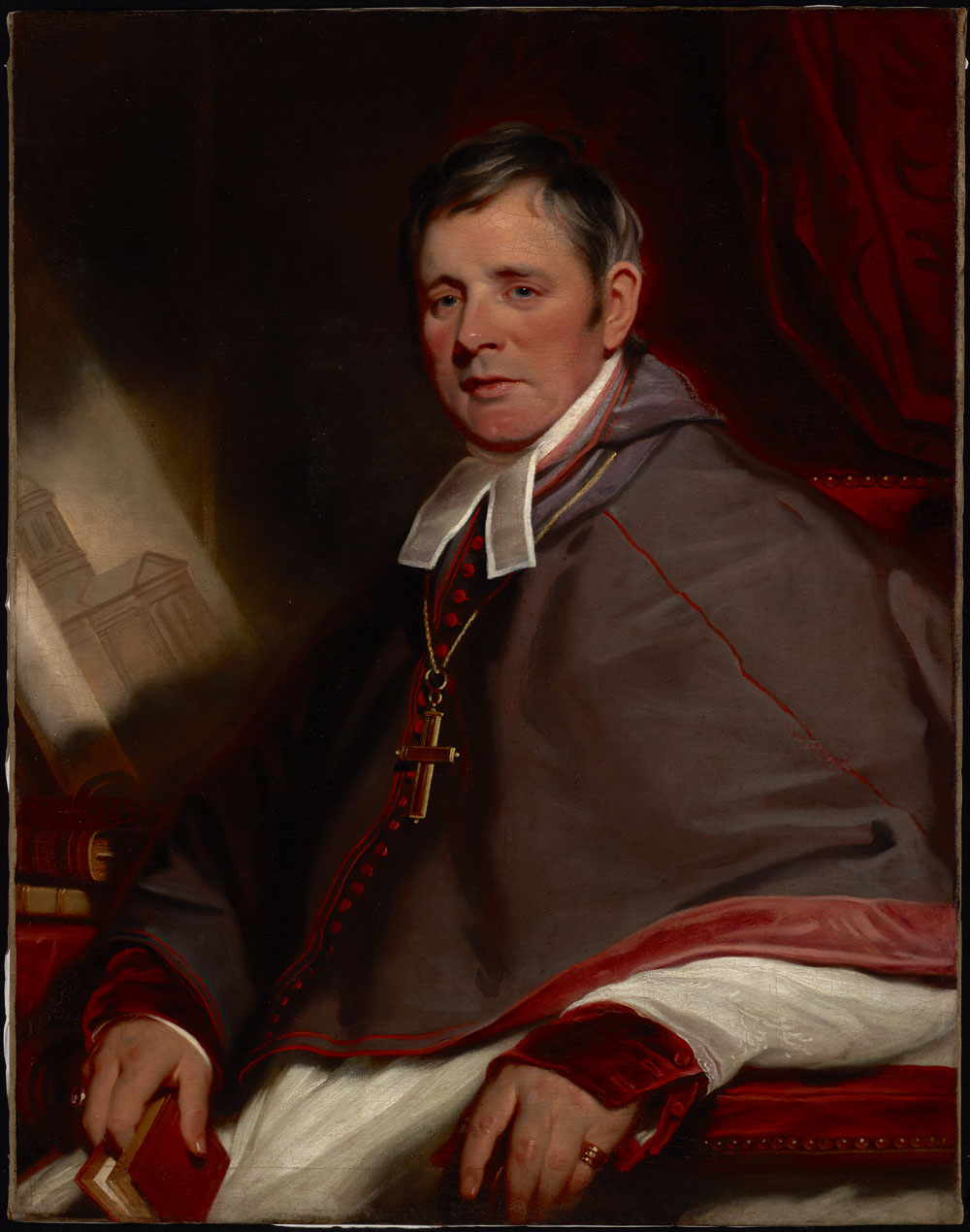
Alexander MacDonell, premier évêque de Kingston

- Michael Joseph Spratt (1911 - 1938)
- Richard Michael Joseph O'Brien (1938 - 1943)
- Joseph Anthony O'Sullivan (1944 - 1966)
- Joseph Lawrence Wilhelm (1966 - 1982)
- Francis John Spence (1982 - 2002)
- Anthony Meagher (2002 - 2007)
- Brendan O'Brien (2007-2019)
- Michael Mulhall (depuis 2019)

## Ordres religieux dans l'histoire du diocèse
- Pères de la Congrégation de Marie
- Sœurs de la Charité de la Providence
- Sœurs hospitalières de Saint-Joseph
- Sœurs de Notre-Dame